# Фосфодіестерний зв'язок

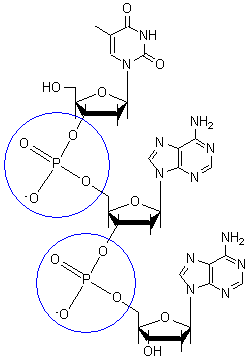
Схема фосфодіестерних зв'язків між нуклеотидами

Фосфодіестерний зв'язок — високоенергетична сукупність ковалентних зв'язків, що утворюється між атомом фосфору у фосфатній групі і двома іншими молекулами за допомогою естерних зв'язків. Фосфодіестерні зв'язки грають ключову роль у формуванні нуклеїнових кислот, основі всіх процесів життя на Землі.